# North Salem, New York
North Salem är en kommun (town) i Westchester County i delstaten New York. Vid 2020 års folkräkning hade North Salem 5 259 invånare.